# Reli Turska

### Višestruki pobjednici (vozači)
| Pobjede | Vozač          | Pobjednička godina  |
| ------- | -------------- | ------------------- |
| 3       | Sébastien Loeb | 2004., 2005., 2010. |

### Višestruki pobjednici (proizvođači)
| Pobjede | Proizvođač | Pobjednička godina                |
| ------- | ---------- | --------------------------------- |
| 5       | Citroën    | 2003., 2004., 2005., 2010., 2019. |
| 2       | Ford       | 2006., 2008.                      |
| 2       | Toyota     | 2018., 2020.                      |

### Pobjednici po godinama
| Godina        | Vozač           | Automobil             |
| ------------- | --------------- | --------------------- |
| 2003.         | Carlos Sainz    | Citroën Xsara WRC     |
| 2004.         | Sébastien Loeb  | Citroën Xsara WRC     |
| 2005.         | Sébastien Loeb  | Citroën Xsara WRC     |
| 2006.         | Marcus Grönholm | Ford Focus RS WRC '06 |
| 2007.         | Nije održan     | Nije održan           |
| 2008.         | Mikko Hirvonen  | Ford Focus RS WRC '07 |
| 2009.         | Nije održan     | Nije održan           |
| 2010.         | Sébastien Loeb  | Citroën C4 WRC        |
| 2011. - 2017. | Nije održan     | Nije održan           |
| 2018.         | Ott Tänak       | Toyota Yaris WRC      |
| 2019.         | Sébastien Ogier | Citroën C3 WRC        |
| 2020.         | Elfyn Evans     | Toyota Yaris WRC      |